# Puvirnituq
Puvirnituq (en inuktitut ᐳᕕᕐᓂᑐᖅ) es una localidad situada en la región administrativa de Nord-du-Québec, en la provincia de Quebec (Canadá).
Con 1.779 habitantes en 2016, Puvirnituq es el tercer asentamiento inuit más grande de la región de Nunavik. Se sitúa en la costa este de la bahía de Hudson, al oeste de la península de Ungava, a unos 4 kilómetros de la bahía de Puvirnituq, en la orilla norte del río homónimo (Rivière de Puvirnituq).
En la actualidad, Puvirnituq constituye, gracias a su tienda, su escuela y su hospital, un importante punto de referencia para las poblaciones del oeste de la península de Ungava. No es accesible por carretera. Su aeropuerto, situado a 2 km al norte del pueblo, hace las veces de núcleo de comunicaciones para la costa de la bahía de Hudson, y ofrece conexiones con Montreal y Ottawa. Un importante sector económico es el de la artesanía inuit.

## Etimología
El nombre en inuktitut "Puvirnituq" significa "lugar con olor a carne podrida" (para el que existen diferentes explicaciones, en parte legendarias). La grafía anterior, influida por el inglés, era Povungnituk (o "Pov" para abreviar). Este nombre fue el registrado por el geólogo Albert Peter Low en 1898 para el río.
La ortografía Puvirnituq se convirtió en la oficial el 8 de marzo de 1995. 

## Historia
La ocupación humana de la zona se remonta a unos 600 u 800 años, según las investigaciones arqueológicas.
En 1910, al sur del río, Revillon Frères abrió un puesto comercial, y unos años más tarde, en 1921, lo hizo la Compañía de la Bahía de Hudson. En aquella época, los inuit que acudían a comerciar con pieles vivían en campamentos dispersos por toda la región.
En 1952, la Compañía de la Bahía de Hudson abrió un almacén general en la orilla norte, lo que atrajo a los inuit a esta zona. El cierre de los puestos de Qikirtajuaq (Cabo Smith, cerca de Akulivik) y Kangirsuruaq hizo que los inuit que vivían en estos lugares no tuvieran más remedio que trasladarse a Puvirnituq.
En 1956, se estableció en Puvirnituq una misión católica. Dos años después, el padre oblato André Steinmann animó a los residentes a formar la Asociación de Talladores de Povungnituk, para ayudar a desarrollar y comercializar el arte inuit. Más tarde se convirtió en la Asociación Cooperativa de Povungnituk. Su éxito inspiró a otras comunidades inuit a fundar cooperativas similares, que posteriormente crearon la Federación de Cooperativas del Nuevo Québec.
En 1975, los inuit de Puvirnituq, junto con los de Ivujivik y el 49% de los de Salluit, se negaron a firmar el Acuerdo de la Bahía de James y el Norte de Quebec, en virtud del cual los demás inuit de Nunavik adquirían ciertas reivindicaciones y derechos territoriales a cambio de permitir al gobierno de Quebec llevar a cabo su ambicioso proyecto hidroeléctrico de la bahía de James.  En su lugar, formaron su propia plataforma ("Inuit Tungavinga Nunamini").
El municipio se creó el 2 de septiembre de 1989, año en el que los habitantes de Puvirnituq firmaron el Acuerdo de la Bahía de James y el Norte de Quebec tras  años de rechazo.

## Demografía

### Población
| 1169                         | 1287 | 1457 | 1692 | 1779 |
| (Fuente: Statistique Canada) |      |      |      |      |

### Idiomas
En Puvirnituq, según el Instituto de Estadística de Quebec, el idioma más hablado en el hogar en 2011 es el inuktitut con un 90,48%, seguido del francés con un 5,65% y el inglés con un 3,27%.

## Educación

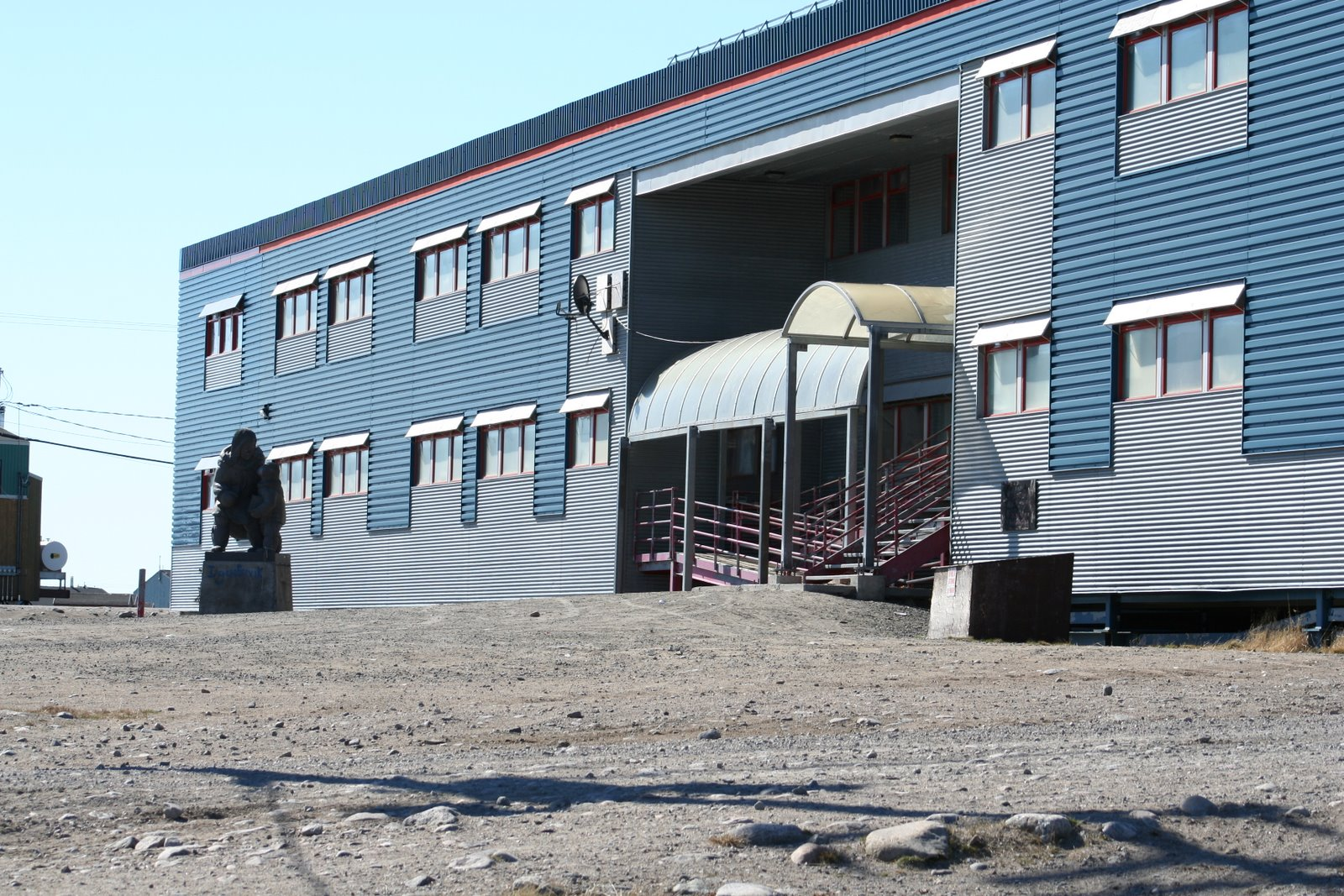
Escuela Iguarsivik

El Consejo Escolar de Kativik administra la escuela Iguarsivik.

## Película
En Puvirnituq se rodó una película de la National Film Board of Canada: Mon village au Nunavik, un documental de Bobby Kenuajuak estrenado en 1999.

## Personalidades
- Davidialuk Alasua Amittu (1910-1976), escultor inuit
- Levi Qumaluk (1919-1997), escultor inuit
- Shina Novalinga, personalidad inuit

## Galería

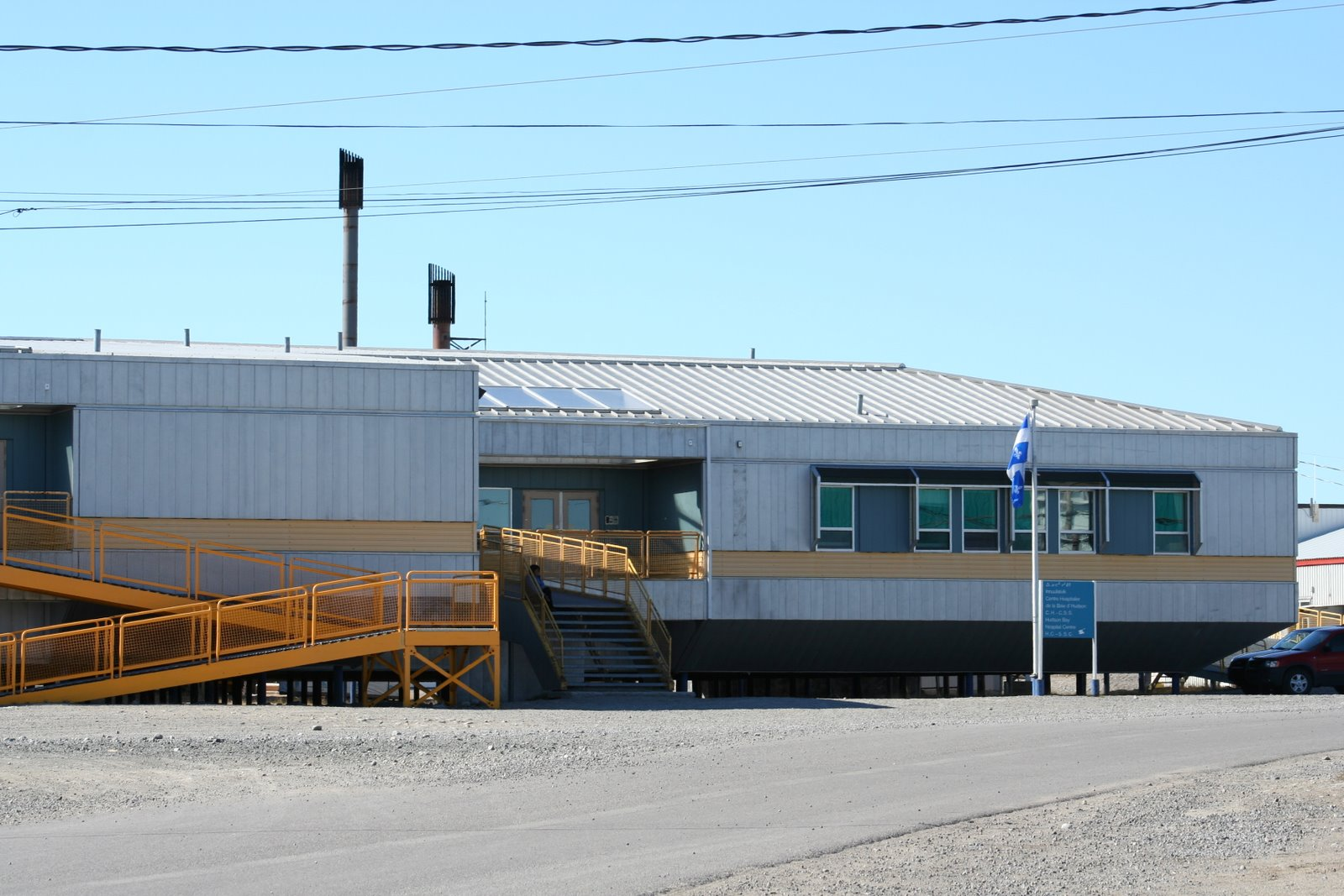
Hospital
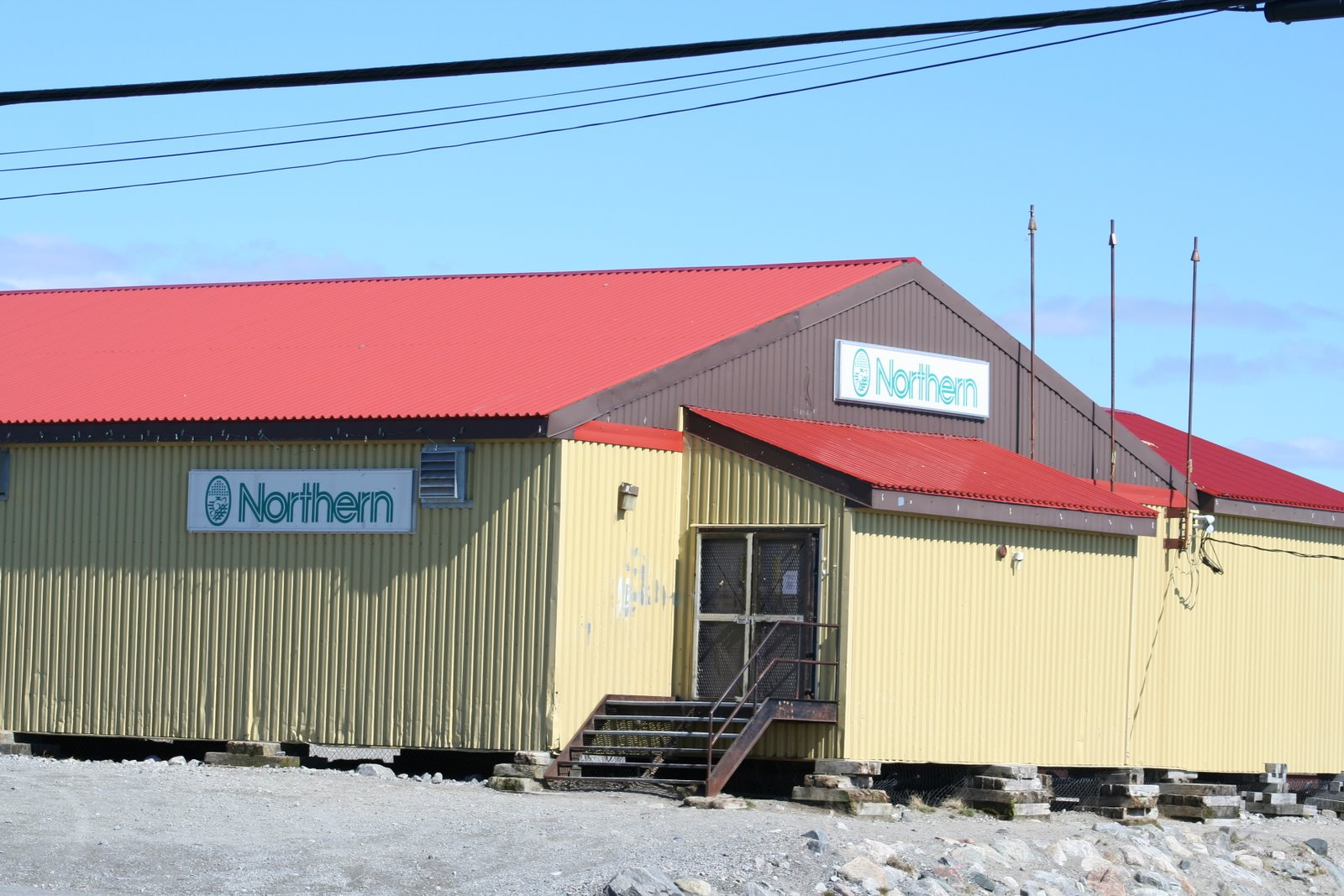
Tienda
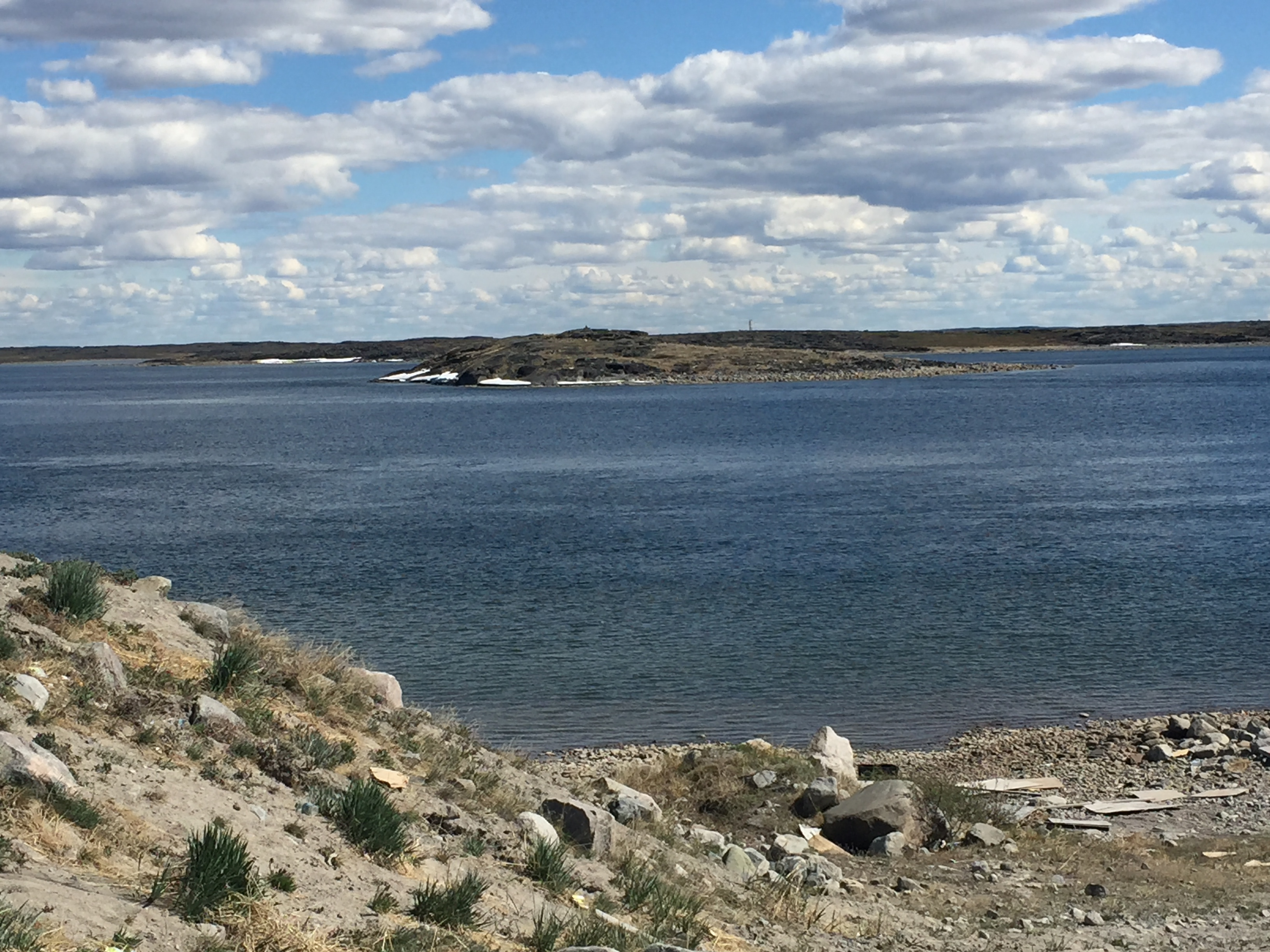
Vista del río Puvirnituq tomada cerca del pueblo de Puvirnituq
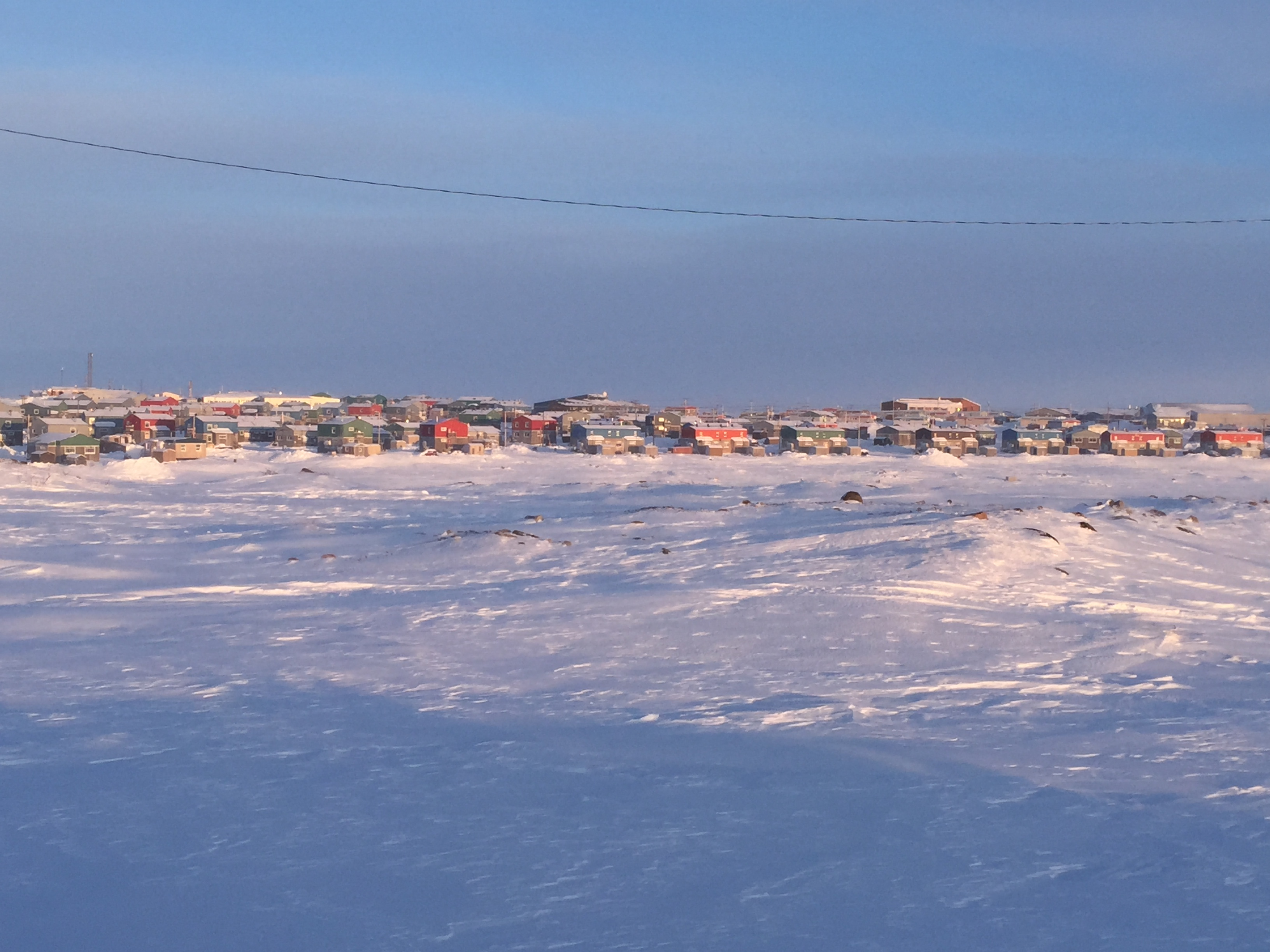
El pueblo de Puvirnituq
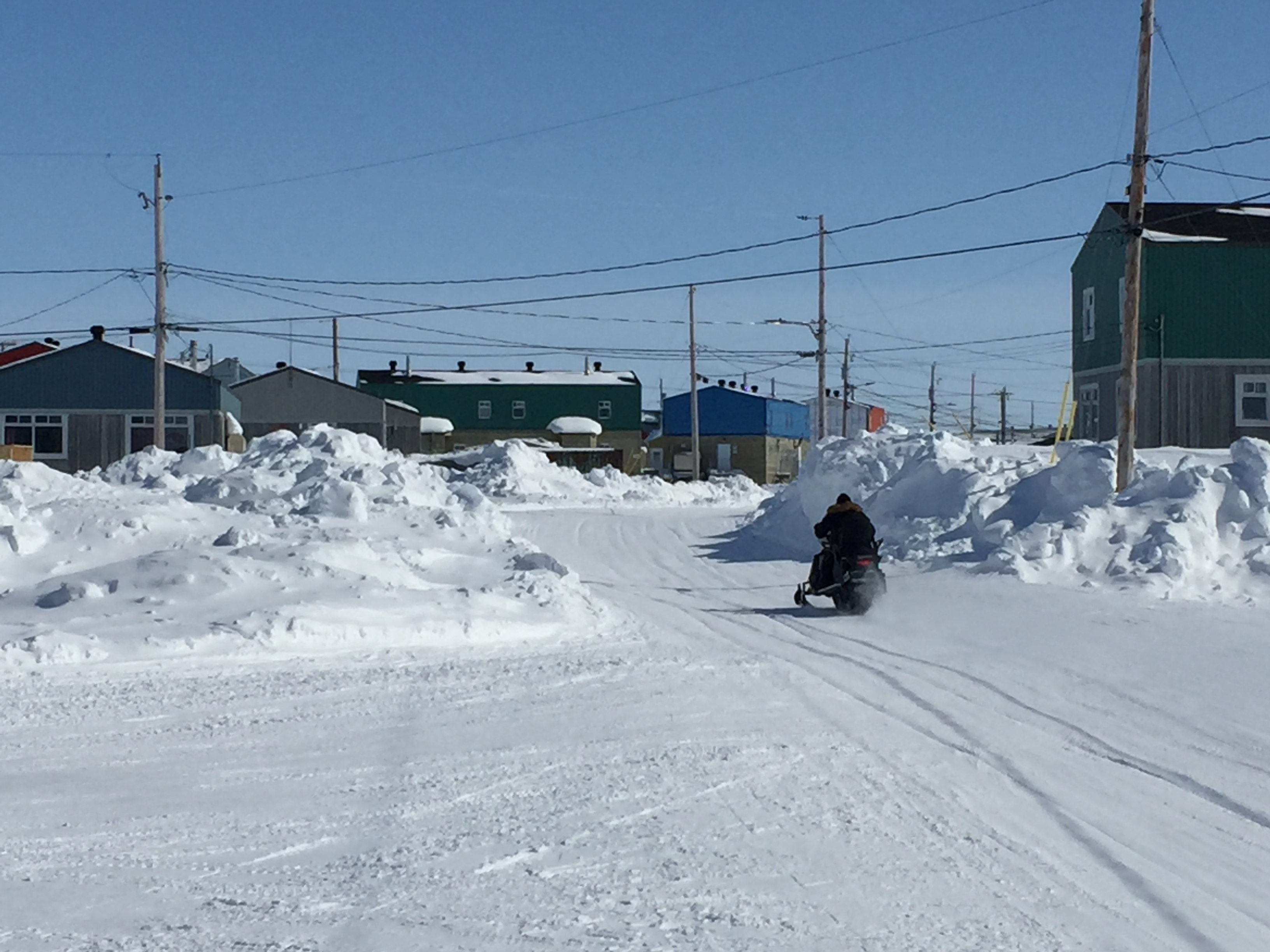
Vista de una calle en invierno
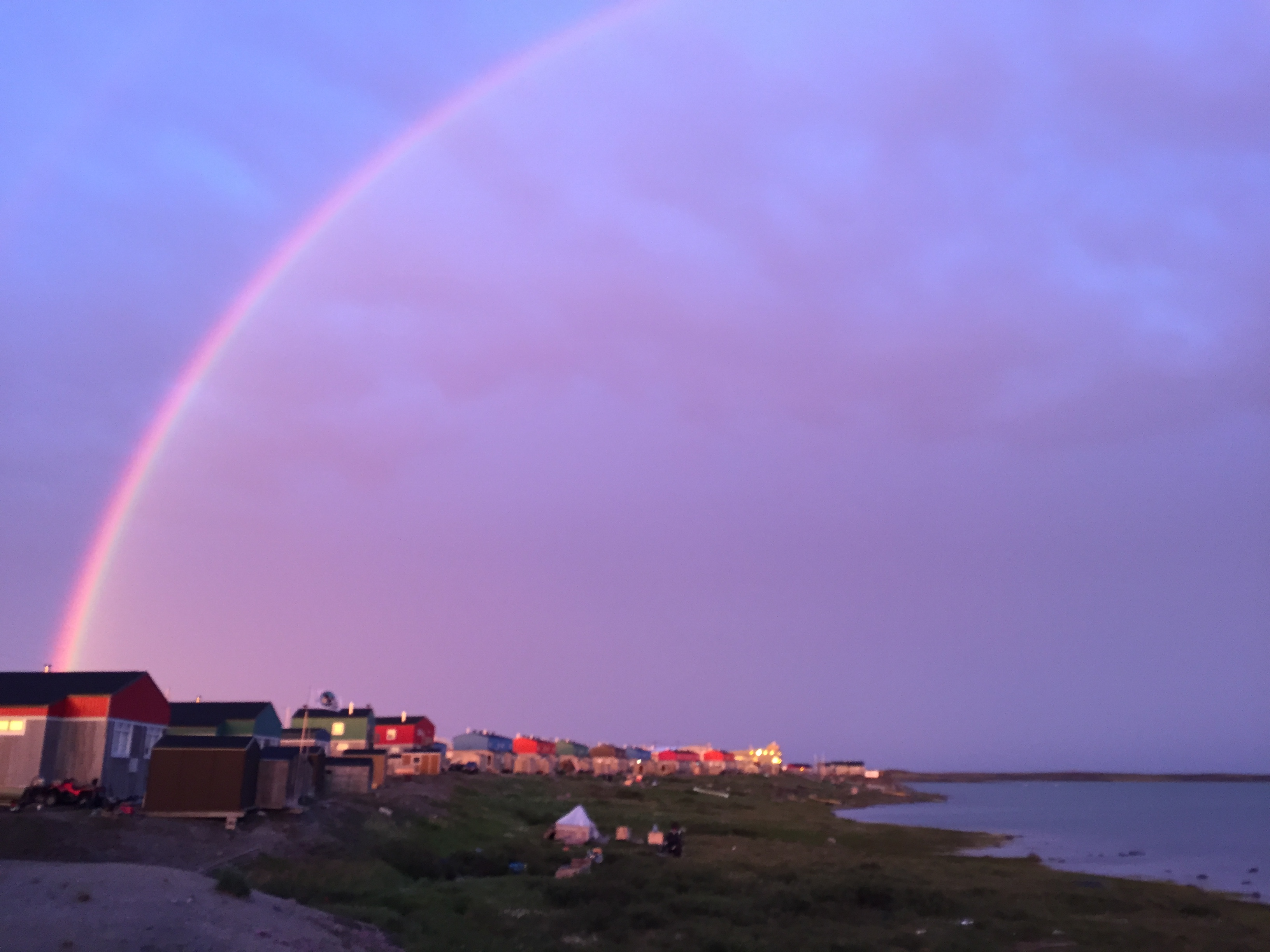
Vista del pueblo cerca de la orilla norte del río Puvirnituq
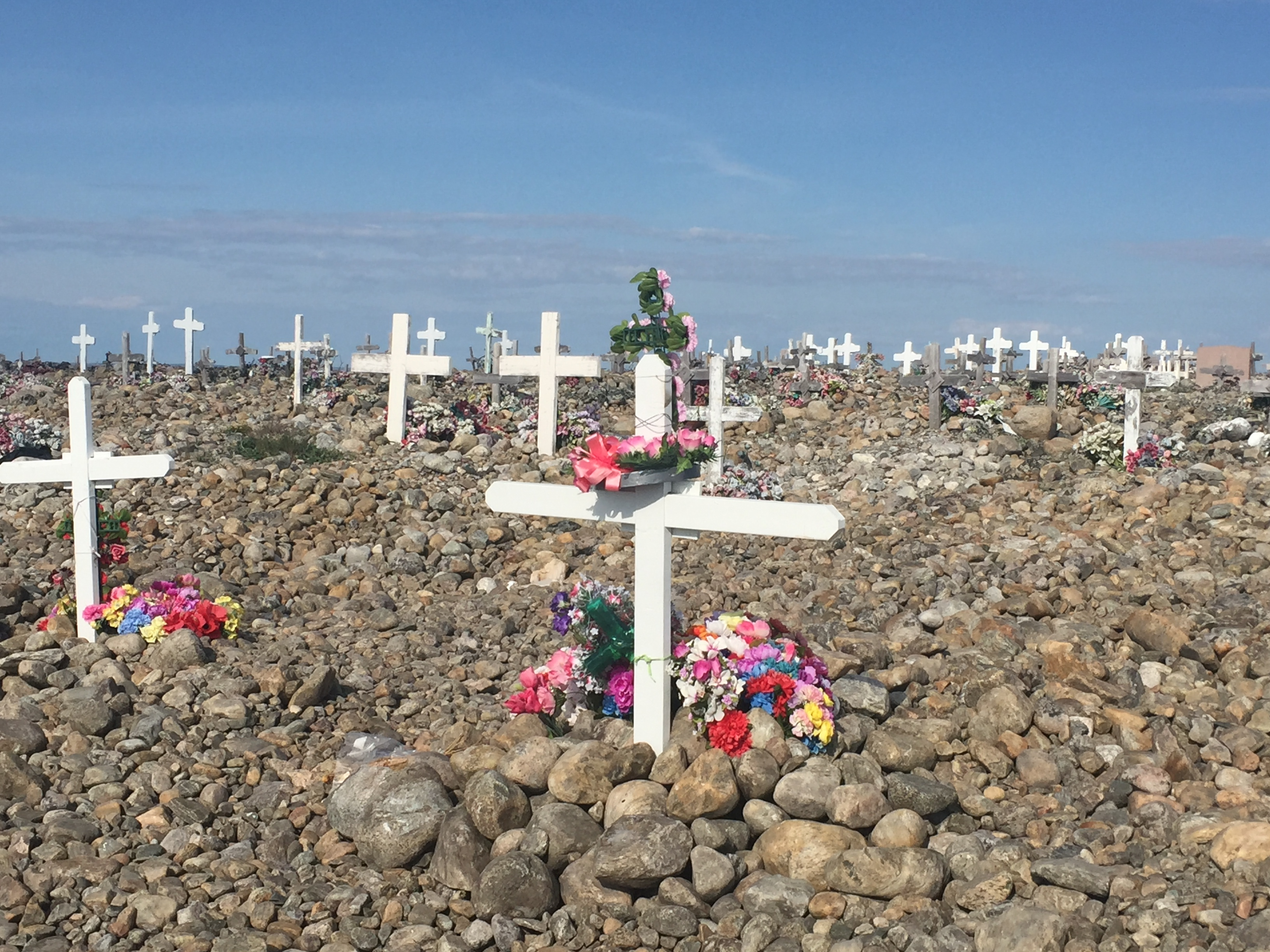
Cementerio de Puvirnituq: cada sepultura está decorada con flores artificiales